# Pavlovac (miasto Vranje)
Pavlovac (cyr. Павловац) – wieś w Serbii, w okręgu pczyńskim, w mieście Vranje. W 2011 roku liczyła 603 mieszkańców.